# Château d'Escole
Le château d'Escole est situé sur la commune de Verzé en Saône-et-Loire, en fond de vallée.

## Description
Au XVIIe siècle, le château consiste en une maison basse, colombier, prison et dépendances. Il est bâti sur une petite motte faite de main d'homme. Le colombier circulaire en occupe l'un des angles. Le logis, de plan rectangulaire, comprend, au rez-de-chaussée, un étage carré et un étage de comble, éclairé par des œils-de-bœuf, sous une haute toiture à croupes. La porte principale, qui donne accès au vestibule, est surmontée d'un fronton cintré.
Le château est une propriété privée et ne se visite pas.

## Historique

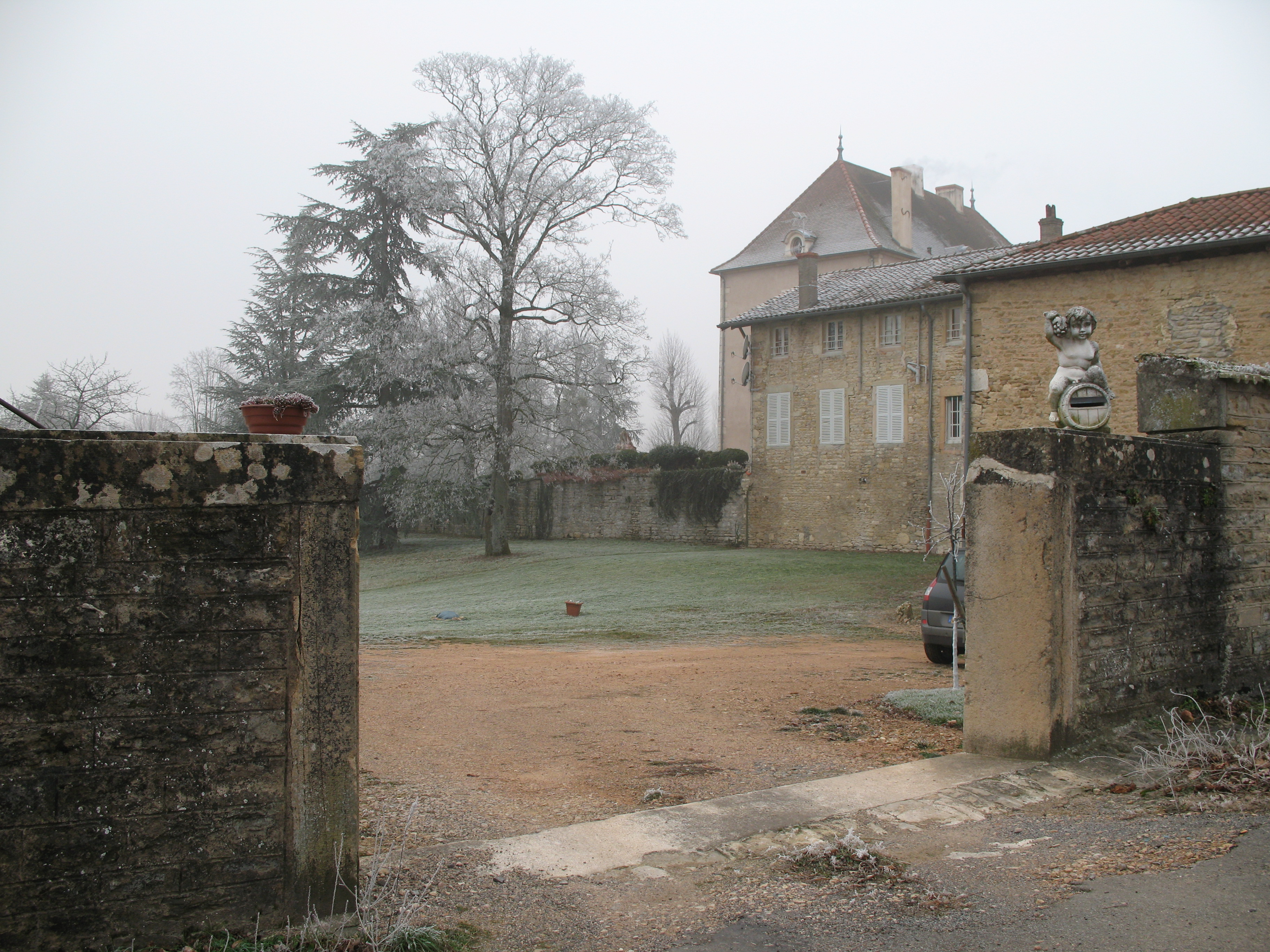
Château d'Escole

Le château change de nombreuses fois de main, le tout entrecoupé de périodes d'obscurité.
- XIe siècle : première mention d'une seigneurie
- 1366 : le fief échoit aux Chevrier
- 1522 : propriété d'Hector de Primbois
- 1531 : propriété d'Étienne Fustailler
- 1560 : propriété de Charles Busseuil
- 1620 : adjugé par décret à Abraham Vallier; le château est en très mauvais état
- à partir de 1671 : le fils du précédent, Abraham-Thomas Vallier, entreprend la reconstruction du château
- 1676 : Abraham-Thomas meurt, victime de la chute d'une pierre; la demeure ne sera pas achevée
- 1791 : le domaine échoit à Brice Barjot de La Combe, également propriétaire du château de la Combe
- 1809 : le fils du précédent, Pierre-Marie Chappuis de Maubou acquiert le bien

Aujourd'hui, le château est une chambre d'hôtes.